# Marie-Maximilienne de Silvestre

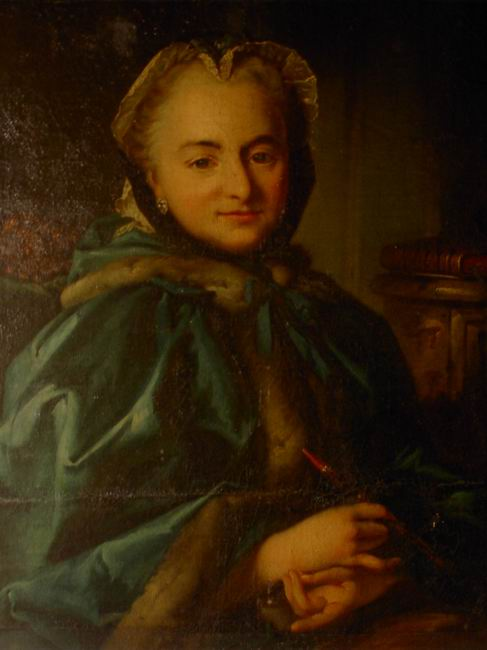
Porträt von Marie-Maximilienne de Silvestre

Marie-Maximilienne de Silvestre (* 14. Dezember 1707 in Paris; † 3. Februar 1798 in Versailles) war eine französische Malerin.

## Leben
Marie-Maximilienne de Silvestre war die Tochter von Louis de Silvestre und Marie-Catherine Silvestre, die beide ihre Lehrer waren. Sie fertigte Kopien der Werke ihres Vaters in Pastell an und wirkte als Zeichenlehrerin von Maria Josepha von Sachsen. 1747 reiste sie nach Frankreich. Sie setzte sich für das Werk von Pietro Rotari ein.